# Piers Atkinson

## Élete, karrierje
Édesanyja színházi kalaposként dolgozott. Operatőrként végzett az 1990-es évek közepén. 1999-ben kezdett együttdolgozni a divattervező ikon Zandra Rhodesszal. 50 darab Prêt-à-porter darabot hozott létre minden évszakban. Legemblematikusabb darabja a Hiper cseresznye fejdísz, amit először a  japán Vogue-ban láthattunk, amikor egy Prada-bemutatóról tudósított, ahol Anna Dello Russo divatikon viselte ezt a kalapot.

## Divatszakma
Kalapjait olyan kollekciókban láthattuk, mint:
- Ashish
- Zandra Rhodes
- Charlotte Olympia
- Bobby Abley

## Sztárok, akik a kalapjait viselték
- Beyonce
- Cate Blanchett
- Christina Aguilera
- Jennifer Saunders
- Kate Moss
- Lady Gaga
- Rachel Weisz
- Rihanna
- A Yorki hercegnő
- Shirley Bassey